# Футидзаки, Юрико
Юрико Футидзаки (яп. 渕崎ゆり Футидзаки Юрико, 5 декабря, 1968, префектура Токио) — японская сэйю. Большинство ролей, которые озвучивает Футидзаки — это маленькие мальчики и девочки с милыми голосами.

## Биография
Родилась в префектуре Токио 5 декабря 1968 года. В семье есть старшая сестра и младший брат. С раннего детства Юрико любила играть роли и выступать на сцене. В 10 лет стала полноценным членом группы Komadori. В аниме дебютировала в 1984 году, озвучив роль Кисин Синокава в «Волшебной феи Персия» (Mahou no Yousei Pelsia). В то время она ещё училась в первом классе средней школы, у неё более долгая карьера по сравнению с актёрами-одногодками. С 1987 по 1989 года озвучивала роли под своим настоящим именем Юрико Футидзаки (яп. 渕崎 有里子) — пишется по другому, но читается так же, как её более известный псевдоним. В 1990-х годах окончила Колледж изящных искусств (факультет кино) при университете Нихон. С 1991 по 2003 год работала в японской компании озвучки Sigma Seven. В 2003 году перешла в агентство REMAX и работает там до сих пор. В 2005 году у неё родились мальчики-близнецы.

## Позиции в Гран-при журнала Animage
- 1998 год — 6-е место в Гран-при журнала Animage в списке лучших сэйю[1].

## Роли в аниме
- 1984 год — Mahou no Yousei Pelsia (Кисин Синокава);
- 1984 год — Галиент (ТВ) (Тюруру);
- 1985 год — Musashi no Ken (Мусаси Нацуки);
- 1985 год — Ночь на Галактической железной дороге (Тадаси);
- 1986 год — Доходный дом Иккоку (ТВ) (Ибуки Ягами);
- 1987 год — Мами-экстрасенс (ТВ) (Норико (Нон-тян) Сакурай);
- 1987 год — Space Fantasia 2001 Yoru Monogatari (Крис);
- 1988 год — Акира (Каори);
- 1988 год — Shirahata no Shoujo Ryuuko (Рюко);
- 1988 год — Ганбастер: Дотянись до неба (Кимико Хигути);
- 1989 год — Приключения Питера Пена (Майкл);
- 1989 год — Aoi Blink (Ракуруру);
- 1989 год — Ведьмина служба доставки (Кэтто);
- 1989 год — Мегазона 23 OVA-3 (Мики);
- 1989 год — Mahou Tsukai Sally 2 (Аяко);
- 1990 год — Sol Bianca (Джун Эшль);
- 1990 год — Shiawase no Katachi (Ария);
- 1991 год — Доходный дом Иккоку: Кораблекрушение у необитаемого острова (Ибуки Ягами);
- 1992 год — Красавица-воин Сейлор Мун (ТВ) (Юмэми Юмэно / Бина);
- 1992 год — Дух Чудес OVA-1 (Лили);
- 1992 год — Ублюдок!! Сокрушитель Тьмы (Рюше Ренрен);
- 1993 год — Маленькие женщины 2: Нан и мисс Джо (Роб);
- 1993 год — Моя богиня! OVA (Мэгуми Морисато);
- 1993 год — Ghost Sweeper Mikami (Тихо);
- 1994 год — Красавица-воин Сейлор Мун Эс (ТВ) (Сайприн);
- 1994 год — Пластиковая малышка (Тита);
- 1994 год — Asobou! Hello Kitty (Джимми);
- 1994 год — Ai to Yuuki no Pig Girl Tonde Buurin (Тонрариаро III);
- 1996 год — Бродяга Кэнсин (ТВ) (Саносукэ Сагара в детстве);
- 1996 год — Toilet no Hanako-san (Наоя Кобаяси);
- 1997 год — Flanders no Inu (Пол);
- 1997 год — Юная революционерка Утэна (ТВ) (Анфи Химэмия);
- 1997 год — Bakusou Kyoudai Let's & Go!! WGP Bousou Mini Yonku Daitsuiseki (Рэцу Сэйба);
- 1997 год — Sakura Taisen OVA (Ли Коран);
- 1998 год — Ojaru-maru (Кадзума Тамура);
- 1999 год — Юная революционерка Утэна: Конец Света юности (Анфи Химэмия);
- 1999 год — Sakura Taisen 2 (Ли Коран);
- 2000 год — Sakura Taisen TV (Ли Коран);
- 2000 год — Ojarumaru: Yakusoku no Natsu Ojaru to Semira (Кадзума Тамура);
- 2000 год — Моя богиня! - Фильм (Мэгуми Морисато);
- 2001 год — Дух Чудес OVA-2 (Лили);
- 2001 год — Шаман Кинг (Мелос);
- 2001 год — Корзинка фруктов (Хиро Сома);
- 2001 год — Сакура: Война миров - Фильм (Ли Коран);
- 2002 год — Нахальный ангел (Юсукэ Ясуда);
- 2002 год — Sakura Taisen Sumire Kanzaki Intai Kinen: Su Mi Re (Ли Коран);
- 2003 год — Мифический детектив Локи: Рагнарек (Локи);
- 2004 год — Legendz: Yomigaeru Ryuuou Densetsu (Халка);
- 2004 год — Ветряные истории (Цубаса (эп. 6));
- 2005 год — Моя богиня! (сезон первый) (Мэгуми Морисато);
- 2006 год — Futari wa Precure Splash Star (Митиру Кирю);
- 2006 год — Моя богиня! (сезон второй) (Мэгуми Морисато);
- 2006 год — Это были мы (Мать Мотохару);
- 2006 год — Futari wa Precure Splash Star Tick Tack Kiki Ippatsu! (Муп);
- 2007 год — Король динозавров (первый сезон) (Парапара / Рото);
- 2008 год — Король динозавров (второй сезон) (Парапара / Рото);
- 2009 год — Eiga Precure All Stars DX: Minna Tomodachi - Kiseki no Zenin Daishuugou (Муп);
- 2009 год — Kon'nichiwa Anne: Before Green Gables (Мисс Керу);
- 2011 год — Книга друзей Нацуме (Menashi No Youkai);
- 2012 год — Digimon Xros Wars (Бакомон);
- 2012 год — Saint Seiya Omega (Нгуен);
- 2013 год — Торико (Сен Рю);
- 2013 год — Detective Conan (Тоба Хацухо);
- 2016 год — Keijo!!!!!!!! (Аяко Сакаширо);
- 2017 год — The Art of 18 (Мари Канеда);